# NGC 3974
NGC 3974 este o galaxie lenticulară situată în constelația Cupa. A fost descoperită în 9 martie 1828 de către John Herschel. Se află la o distanță de 63,39 de megaparseci de Pământ.